# NGC 5
NGC 5 è una galassia ellittica di magnitudine apparente 14,33 visibile nella costellazione di Andromeda e distante circa 217 milioni di anni luce dalla Terra.

## Storia delle osservazioni
Questo oggetto fu scoperto da Édouard Stephan nel 1881 utilizzando un telescopio riflettore di 31,5 pollici (80 cm). Nel 1888 John Dreyer la incluse nel catalogo NGC con il nome di NGC 5, descrivendola come una galassia molto piccola e debole e con un nucleo di aspetto stellare di magnitudine attorno alla quattordicesima.

## Caratteristiche

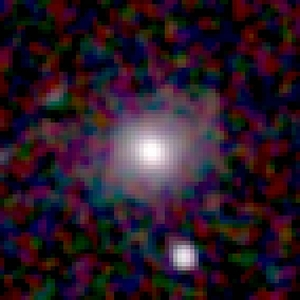
NGC 5 ripresa nel vicino infrarosso da 2MASS.

NGC 5 è una debole galassia ellittica di magnitudine visuale 14,33 e piccole dimensioni angolari (1,2 × 0,7 minuti d'arco). La sua distanza dalla Terra, calcolata misurando lo spostamento verso il rosso delle righe del suo spettro e usando la legge di Hubble, risulta essere di circa 66,5 Mpc (216,9 milioni di anni luce).

### Libri
- (EN) C. J. Lada, N. D. Kylafits, The Origin of Stars and Planetary Systems, Kluwer Academic Publishers, 1999, ISBN 0-7923-5909-7.
- A. De Blasi, Le stelle: nascita, evoluzione e morte, Bologna, CLUEB, 2002, ISBN 88-491-1832-5.

### Carte celesti
- Tirion, Rappaport, Lovi, Uranometria 2000.0 - Volume I & II, Richmond, Virginia, USA, Willmann-Bell, inc., 1987, ISBN 0-943396-15-8.
- Tirion, Sinnott, Sky Atlas 2000.0 - Second Edition, Cambridge, USA, Cambridge University Press, 1998, ISBN 0-933346-90-5.
- Tirion, The Cambridge Star Atlas 2000.0, 3ª ed., Cambridge, USA, Cambridge University Press, 2001, ISBN 0-521-80084-6.